# حمض بيروكسي ثنائي الفسفوريك
حمض بيروكسي ثنائي الفوسفوريك هو حمض أكسجيني للفوسفور صيغته H4P2O8، وهو بذلك حمض ثنائي من أحماض الفوسفور، ويوجد على شكل سائل عديم اللون.
تسمى أملاح هذا الحمض بيروكسي ثنائي الفوسفات.

## التحضير
يستحصل أيضاً على هذا الحمض من معالجة حمض الفوسفوريك بغاز الفلور:
{\displaystyle \mathrm {2\,H_{3}PO_{4}+F_{2}\rightarrow H_{4}P_{2}O_{8}+2\,HF} }
حيث ينتج حمض بيروكسي أحادي الفوسفوريك في المزيج أيضاً.

## الخواص
يوجد هذا الحمض في الشروط القياسية على شكل سائل لزج عديم اللون. يخضع هذا الحمض في المحاليل المائية وعند التسخين إلى تفاعل عدم تناسب ليعطي بيروكسي أحادي حمض الفوسفوريك وحمض الفوسفوريك.
{\displaystyle \mathrm {H_{4}P_{2}O_{8}+H_{2}O\rightleftharpoons H_{3}PO_{5}+H_{3}PO_{4}} }

## الاستخدامات
نظراً لخواصه المؤكسدة القوية فهو يستخدم لتفاعلات الأكسدة في المختبرات لعدد من التفاعلات الكيميائية؛ لكن هذا الحمض غير متوفر تجارياً وينبغي تحضيره قبل الاستخدام.